# Crassiclava
Crassiclava is een geslacht van weekdieren uit de klasse van de Gastropoda (slakken).

## Soorten
- Crassiclava balteata Kilburn, 1988
- Crassiclava layardi (Sowerby III, 1897)
- Crassiclava omia (Barnard, 1958)